# Collegio di Wentworth and Dearne
Wentworth and Dearne è stato un collegio elettorale inglese della Camera dei comuni del Parlamento del Regno Unito, situato nel South Yorkshire. Eleggeva un membro del Parlamento con il sistema maggioritario a turno unico; il collegio è stato abolito in occasione della revisione periodica del 2024.

## Estensione e profilo
Il collegio comprendeva gli insediamenti satelliti di due grandi città dello Yorkshire, separate da aree rurali, nella parte nord di Rotherham e a sud-est di Barnsley, e comprendeva i seguenti ward elettorali:
- Hoober, Rawmarsh, Silverwood, Swinton, Wath e Wickersley nel borgo metropolitano di Rotherham
- Dearne: North e South nel borgo metropolitano di Barnsley.[1]

Gran parte dell'area del collegio proveniva da Wentworth, anche se il grande centro di Dearne era invece all'interno di Barnsley East and Mexborough. Il nome del collegio aveva origine dal villaggio che dà il nome alla più grande tenuta privata nella nazione, Wentworth Woodhouse.
I villaggi del South Yorkshire crebbero fino a grandi città per via della presenza di miniere di carbone, che portarono a uno sfruttamento intensivo del territorio, che beneficiò anche della vicinanza a Sheffield, alla rete di canali e fiumi, come anche a Doncaster, York, Wakefield e Leeds. Dato che l'attività mineraria era andata decrescendo e l'agricoltura impiegava una piccola parte della popolazione, i settori vitali per l'occupazione erano la manifattura, la preparazione di cibi e materiali grezzi, come la distribuzione e la vendita. I disoccupati registrati nel novembre 2012 erano più alti della media nazionale, 5,6% contro il 3,8%, dati basati su una statistica di The Guardian.

## Membri del Parlamento
| Elezione | Elezione | Deputato         | Partito          |
| -------- | -------- | ---------------- | ---------------- |
|          | 2010     | John Healey      | Laburista        |
|          | 2024     | Collegio abolito | Collegio abolito |

## Risultati elettorali

### Elezioni negli anni 2010
| Partito                    | Partito                                | Candidato                  | Risultati 12 dicembre 2019 | Risultati 12 dicembre 2019 |
| Partito                    | Partito                                | Candidato                  | Voti                       | %                          |
| -------------------------- | -------------------------------------- | -------------------------- | -------------------------- | -------------------------- |
|                            | Laburista                              | John Healey                | 16 742                     | 40,29                      |
|                            | Conservatore                           | Emily Barley               | 14 577                     | 35,08                      |
|                            | Brexit                                 | Stephen Cavell             | 7 019                      | 16,89                      |
|                            | Lib Dem                                | Janice Middleton           | 1 705                      | 4,10                       |
|                            | Yorkshire                              | Lucy Brown                 | 1 201                      | 2,89                       |
|                            | SDP                                    | David Bettney              | 313                        | 0,75                       |
|                            |                                        |                            |                            |                            |
| Iscritti                   | Iscritti                               | Iscritti                   | 74 536                     | 100,00                     |
| ↳ Votanti (% su iscritti)  | ↳ Votanti (% su iscritti)              | ↳ Votanti (% su iscritti)  | 41 557                     | 55,75                      |
| ↳ Astenuti (% su iscritti) | ↳ Astenuti (% su iscritti)             | ↳ Astenuti (% su iscritti) | 32 979                     | 44,25                      |
|                            |                                        |                            |                            |                            |
|                            | Esito: collegio confermato a Laburista |                            |                            |                            |

| Partito                    | Partito                                | Candidato                  | Risultati 8 giugno 2017 | Risultati 8 giugno 2017 |
| Partito                    | Partito                                | Candidato                  | Voti                    | %                       |
| -------------------------- | -------------------------------------- | -------------------------- | ----------------------- | ----------------------- |
|                            | Laburista                              | John Healey                | 28 547                  | 64,96                   |
|                            | Conservatore                           | Steven Jackson             | 13 744                  | 31,27                   |
|                            | Lib Dem                                | Janice Middleton           | 1 656                   | 3,77                    |
|                            |                                        |                            |                         |                         |
| Iscritti                   | Iscritti                               | Iscritti                   | 74 867                  | 100,00                  |
| ↳ Votanti (% su iscritti)  | ↳ Votanti (% su iscritti)              | ↳ Votanti (% su iscritti)  | 43 947                  | 58,70                   |
| ↳ Astenuti (% su iscritti) | ↳ Astenuti (% su iscritti)             | ↳ Astenuti (% su iscritti) | 30 920                  | 41,30                   |
|                            |                                        |                            |                         |                         |
|                            | Esito: collegio confermato a Laburista |                            |                         |                         |

| Partito                    | Partito                                | Candidato                  | Risultati 7 maggio 2015 | Risultati 7 maggio 2015 |
| Partito                    | Partito                                | Candidato                  | Voti                    | %                       |
| -------------------------- | -------------------------------------- | -------------------------- | ----------------------- | ----------------------- |
|                            | Laburista                              | John Healey                | 24 571                  | 56,89                   |
|                            | UKIP                                   | Mike Hookem                | 10 733                  | 24,85                   |
|                            | Conservatore                           | Michael Naughton           | 6 441                   | 14,91                   |
|                            | Lib Dem                                | Edwin Simpson              | 1 135                   | 2,63                    |
|                            | Democratici                            | Alan England               | 309                     | 0,72                    |
|                            |                                        |                            |                         |                         |
| Iscritti                   | Iscritti                               | Iscritti                   | 74 335                  | 100,00                  |
| ↳ Votanti (% su iscritti)  | ↳ Votanti (% su iscritti)              | ↳ Votanti (% su iscritti)  | 43 189                  | 58,10                   |
| ↳ Astenuti (% su iscritti) | ↳ Astenuti (% su iscritti)             | ↳ Astenuti (% su iscritti) | 31 146                  | 41,90                   |
|                            |                                        |                            |                         |                         |
|                            | Esito: collegio confermato a Laburista |                            |                         |                         |

| Partito                    | Partito                                      | Candidato                  | Risultati 6 maggio 2010 | Risultati 6 maggio 2010 |
| Partito                    | Partito                                      | Candidato                  | Voti                    | %                       |
| -------------------------- | -------------------------------------------- | -------------------------- | ----------------------- | ----------------------- |
|                            | Laburista                                    | John Healey                | 21 316                  | 50,62                   |
|                            | Conservatore                                 | Michelle Donelan           | 7 396                   | 17,57                   |
|                            | Lib Dem                                      | Nick Love                  | 6 787                   | 16,12                   |
|                            | UKIP                                         | John Wilkinson             | 3 418                   | 8,12                    |
|                            | BNP                                          | William Baldwin            | 3 189                   | 7,57                    |
|                            |                                              |                            |                         |                         |
| Iscritti                   | Iscritti                                     | Iscritti                   | 72 596                  | 100,00                  |
| ↳ Votanti (% su iscritti)  | ↳ Votanti (% su iscritti)                    | ↳ Votanti (% su iscritti)  | 42 106                  | 58,00                   |
| ↳ Astenuti (% su iscritti) | ↳ Astenuti (% su iscritti)                   | ↳ Astenuti (% su iscritti) | 30 490                  | 42,00                   |
|                            |                                              |                            |                         |                         |
|                            | Esito: collegio a Laburista (nuovo collegio) |                            |                         |                         |

## Risultati dei referendum

### Referendum sulla permanenza del Regno Unito nell'Unione europea del 2016
|             | Collegio             | Lasciare UE % | Rimanere in UE % |
| ----------- | -------------------- | ------------- | ---------------- |
|             | Wentworth and Dearne | 68,9%         | 31,1%            |
| Inghilterra | 53,3%                | 46,7%         |                  |
| Regno Unito | 51,9%                | 48,1%         |                  |